# A·RA·SHI
《A·RA·SHI》是傑尼斯組合嵐的出道單曲。於1999年11月3日發行。唱片公司為波麗佳音。

## 解說
- 是傑尼斯事務所的組合中，繼KinKi Kids之後的第二張冠軍出道單曲。
- 截自2011年2月，本單曲是嵐銷量最高的一張單曲。（第二位是《Troublemaker》，第三位是《Monster》，第四位是《Believe/烏雲散去、天氣晴》。）
- 主打歌為1999年富士電視台排球世界盃的印象曲。同樣CD出道的印象曲，有嵐之前V6的《Music For The People》以及NEWS的《希望～Yell～》等等。
- 在事務所的出道曲中銷量僅次於KinKi Kids《玻璃少年》、近藤真彥《Sneaker Blues》及KAT-TUN《Real Face》。發售之始決定初回出貨量是36萬枚，在發售後又增加了出貨量。
- 封面的「嵐」字是傑尼斯事務所社長所寫的。
- 2001年11月7日，此單曲因版權問題成為廢盤。
- 在第60回NHK紅白歌合戰以組曲形式演唱（A·RA·SHI + Love so sweet + Happiness + Believe）

## 收錄曲
1. A·RA·SHI
（作詞：J&T　作曲：馬飼野康二）
富士電視台1999年排球世界盃印象曲。
2. 朝著明天（明日に向かって）
（作詞：大塚雄三　作曲：馬飼野康二）
深夜排球連續劇「V之嵐」主題曲。
3. A·RA·SHI（Original Karaoke）
4. 朝著明天（Original Karaoke）